# Laura Maaskant
Laura Maaskant (Ens, 21 maart 1994 – Amsterdam, 15 augustus 2019) was een Nederlands schrijfster.

## Biografie
Maaskant werd geboren in Ens, nabij Emmeloord, in een gezin met drie oudere broers en doorliep haar middelbare school bij het Emelwerda College. In augustus 2009, toen Maaskant vijftien was, werd bij haar voor het eerst kanker geconstateerd bij haar ribben. Daarop startte zij met het bijhouden van een dagboek, dat later de basis zou worden van haar autobiografie. Met haar Montour Laura, een fietstocht van 1600 kilometer van de Mont Ventoux naar Emmeloord zamelde ze geld in voor de stichting Doe Een Wens. Op 6 mei 2011 maakte ze samen met burgemeester Aucke van der Werff het eindbedrag, ruim 37.500 euro, bekend. In 2012 werd ze, na een reeks behandelingen en operaties, waarbij onder andere drie ribben werden verwijderd, genezen verklaard. Na haar genezenverklaring startte ze een studie kunstgeschiedenis aan de Vrije Universiteit Amsterdam. In 2013 stak de ziekte echter opnieuw de kop op, toen er uitzaaiingen werden gevonden in beide longen. Deze uitzaaiingen bleken onbehandelbaar te zijn. Hierop besloot ze geen levensverlengende behandelingen te volgen.
Haar ervaringen tussen de eerste diagnose, in augustus 2009, en de terugkeer van de ziekte, op 18 april 2013, verwerkte Maaskant in haar autobiografische debuutroman LEEF!, waarin zij haar keuze om in het heden te leven beschrijft en ze een vuist wil maken tegen het te veel met de toekomst bezig zijn. Het boek verscheen op 26 mei 2014 bij Uitgeverij Ten Have. Op 29 mei lichtte zij haar filosofie toe in de EO-talkshow Knevel & van den Brink. Op 13 juni stond er een interview met haar in De Verdieping van het dagblad Trouw.
Maaskant was bezig met het oprichten van de stichting The Golden Life Foundation, die bedoeld was om jonge mensen tot 35 jaar met inspirerende ideeën financieel en mentaal te ondersteunen. Zij hield een blog bij over haar ervaringen. Het boek LEEF! werd een bestseller, die de 13e plaats van De Bestseller 60 van de CPNB haalde. Op 3 februari 2015 maakte Maaskant bekend dat vanaf 2016 Leef! in het theater te zien is met Jamie Grant. Als gevolg daarvan kwam het boek op 18 februari nieuw binnen in de Bestseller 60 op nummer 18. Coen Verbraak interviewde Maaskant voor zijn serie Kijken in de ziel: Op de drempel. Dit tweeluik werd op 4 en 11 januari 2016 uitgezonden. In 2017 meldde Antoinnette Scheulderman in het televisieprogramma De Wereld Draait Door dat Maaskant de liefde had gevonden en voor een studie rechten naar de Verenigde Staten was verhuisd. Deze studie betrof rechten met als specialisaties straf- en gezondheidsrecht. Hierbij deed ze mee aan een uitwisselingsprogramma, waarbij ze een half jaar aan de Cornell University studeerde. Ze was al bezig met haar master toen de ziekte verergerde, en longontstekingen haar leven moeilijker maakten. In juli 2019 kreeg ze een longbloeding en kon ze zich sindsdien alleen nog in een rolstoel verplaatsen.
Op 15 augustus 2019 overleed Maaskant op 25-jarige leeftijd in Amsterdam aan haar ziekte. Ze is na een herdenkingsdienst in het theater DeLaMar begraven op Zorgvlied.

### Bestseller 60
| Boeken met noteringen in de Nederlandse Bestseller 60 | Jaar van verschijnen | Datum van binnenkomst | Hoogste positie | Aantal weken | Opmerkingen |
| ----------------------------------------------------- | -------------------- | --------------------- | --------------- | ------------ | ----------- |
| LEEF!                                                 | 2014                 | 26-05-2014            | 13              | 8            |             |

- Gemeinsame Normdatei: 1071670883
- International Standard Name Identifier: 0000 0004 4336 623X
- Nederlandse Thesaurus van Auteursnamen: 375548440
- Virtual International Authority File: 316388915
- WorldCat: E39PBJvCV4qXFTBgBYgkXqBgKd